# 2025년 7월 죽음
다음은 2025년 7월에 사망한 저명한 인물 목록이다.
- 7월 1일
  - 일본의 스키점프 선수 아사히 사카노
  - 프랑스의 아이스하키 선수 알렉스 델베키오
- 7월 2일
  - 미국의 영화배우 줄리언 맥마흔
  - 대한민국의 야구인 이광환
- 7월 3일
  - 남아프리카 공화국의 정치인 데이비드 마부자
  - 미국의 영화배우 마이클 매드슨
  - 미국의 야구인 빌리 헌터
  - 포르투갈의 축구인 안드레 실바
  - 포르투갈의 축구인 디오구 조타
- 7월 4일 - 미국의 야구인 보비 젱크스
- 7월 9일
  - 중국의 영화배우 양소화
  - 루마니아의 영화배우 이오아나 불커
  - 일본의 영화배우 이즈미 마사코
- 7월 10일 - 대한민국의 사회운동가 박기서
- 7월 13일 - 나이지리아의 제15대 대통령 무하마두 부하리
- 7월 14일
  - 대한민국의 배우 강서하
  - 미국의 목회자 존 맥아더
  - 영국의 마라톤선수 파우자 싱
- 7월 15일 - 노르웨이의 스키선수 에우둔 그뢴볼
- 7월 16일
  - 로스앤젤레스의 음악가 게리 카
  - 대한민국의 야구인 신재웅
  - 모로코의 축구인 아메드 파라스
  - 미국의 음악가 카니 프랜시스
- 7월 17일
  - 뉴질랜드의 가수 다프네 워커
  - 오스트리아의 스카이다이버 펠릭스 바움가르트너
- 7월 18일
  - 프랑스의 추기경 앙드레 뱅트루아
  - 일본의 레슬링선수 오바라 히토미
  - 대한민국의 시인 최종천
  - 일본의 기업인 타미야 슌사쿠
  - 미국의 언론인 에드윈 퓰너
- 7월 20일 - 미국의 영화배우 말콤 자말 워너
- 7월 22일
  - 잉글랜드의 가수 오지 오스본
  - 미국의 음악가 척 맨지오니
- 7월 23일
  - 일본의 가수 미나가와 오사무
  - 북마리아나 제도의 정치인 아널드 팔라시오스
- 7월 24일
  - 영국의 재즈가수 클레오 레인
  - 미국의 프로레슬러 헐크 호건
- 7월 26일 - 미국의 음악가 톰 레러
- 7월 27일
  - 독일의 테러리스트 호르스트 말러
  - 대한민국의 정치인 한호선
- 7월 28일
  - 독일의 바이애슬론 선수 라우라 달마이어
  - 미국의 야구인 라인 샌드버그
- 7월 29일
  - 대한민국의 연구인 강창순
  - 일본의 슈퍼센티네리언 미요코 히로야스
  - 잉글랜드의 가수 폴 마리오 데이
  - 대한민국의 산악인 허영호
- 7월 30일 - 대한민국의 효부 강숙순
- 7월 31일
  - 이탈리아의 영화배우 아드리아나 아스티
  - 미국의 연극감독 로버트 윌슨